# Mościska (Orzesze)
Mościska (niem. Moscisk) – dzielnica Orzesza.

## Historia
Nazwa Mościska wywodzi się od nieistniejącego już stawu Mostowiska. Po raz pierwszy wymieniona w dokumentach w 1599 r., jej właścicielem był Jan Trach. Pod koniec XVIII w. działał tu młyn i huta szkła. Kolejna huta powstała w 1863 r. z inicjatywy Wojciecha Czardybona.
Przy ul. Modrzewiowej znajduje się zabytkowa kapliczka pod wezwaniem św. Urbana. Kapliczka została wybudowana w ok. 1805 r.
Do czasu wybudowania szkoły w 1882 r. dzieci uczyły się w szkole w dzielnicy Gardawice. W 1968 r. wybudowano nowy budynek szkolny, który funkcjonuje do dziś jako Szkoła Podstawowa nr 8 im. Bolesława Chrobrego.

## Transport
Dzielnica znajduje się w pobliżu drogi krajowej nr 81.